# Meflochina
Meflochina – organiczny związek chemiczny, przyjmowany doustnie środek przeciwko malarii, stosowany w celach profilaktycznych lub leczniczych. Meflochina dostępna jest w sprzedaży w postaci leku pod nazwą Lariam. Może wywoływać wiele niepożądanych skutków ubocznych, takich jak zawroty głowy, utrata równowagi, a u pewnej liczby osób także bezsenność, halucynacje i depresję.
W Polsce meflochina nie jest dopuszczona do obrotu i dostępna jest jedynie w imporcie docelowym za zgodą Ministerstwa Zdrowia na zamówienie osób udających się do obszarów zagrożenia malarycznego.